# Micrurus hippocrepis
Micrurus hippocrepis là một loài rắn trong họ Rắn hổ. Loài này được Peters mô tả khoa học đầu tiên năm 1862.